# Ozyptila judaea
Ozyptila judaea là một loài nhện trong họ Thomisidae.
Loài này thuộc chi Ozyptila. Ozyptila judaea được Gershom Levy miêu tả năm 1975.